# Щипцов, Олег Владимирович
Олег Владимирович Щипцов (родился в 1939 году в Твери) — латвийский учёный и государственный деятель.
Кандидат технических наук, доцент РКИИГА (позднее под названием РАУ), позднее профессор Института транспорта и связи.
Автор книг “Записки депутата” (1994), “РКИИГА мой” (2009) “Время и люди” (2018), “Незабываемое” (2019).
Депутат Верховного Совета Латвии в 1990—1993 годах, депутат Рижской Думы созыва 2001—2005 годов.